# Lech Borski
Lech Borski (ur. 26 grudnia 1942 w Grodzisku Mazowieckim, zm. 25 października 2002 w Rybienku Leśnym) – prozaik i publicysta. Autor reportaży, artykułów i recenzji zamieszczanych na łamach „Argumentów”, „Literatury”, „Nowych Książek”, „Panoramy”.

## Życiorys
Urodził się w rodzinie Czesława, wydawcy, i Heleny z Lewandowskich. Od 1956 uczęszczał do Liceum Ogólnokształcącego nr XIV w Warszawie. Ukończył filologię polską na Uniwersytecie Warszawskim, uzyskując w 1965 dyplom magistra. Od 1964 pracował jako dziennikarz. Debiutował artykułem 10 lat STS (Studenckiego Teatru Satyryków) opublikowanym w miesięczniku „Kultura i Ty” nr 5. Od 1965 pracował w redakcji „Walki Młodych”, zadebiutował na łamach tego czasopisma w roku 1973. Prowadził dział literatury dla dzieci i młodzieży w „Nowych Książkach”. Debiutem książkowym była Noc gitarzystów wydana w 1973. Autor kilkunastu książek o tematyce społecznej oraz jednej powieści science fiction – Velva.
W 1975 został członkiem Związku Literatów Polskich, od 1984 w nowym ZLP.
Miał dwie córki i dwoje wnuków.
Zmarł po długiej chorobie 25 października 2002 w Rybienku Leśnym, pochowany w Warszawie. 

## Twórczość
- 1973 Noc gitarzystów
- 1975 Szach
- 1976 Co ma but do samochodu?
- 1976 Małe lanie
- 1977 Maciej
- 1971 Trzy duże ciastka
- 1978 Noc ucieczki
- 1978 Weekend koło lasu
- 1979 Rozmowa w dyskotece[3]
- 1979 Michał[4]
- 1979 Wycieczka do marzeń[5]
- 1980 Już nie ma dawnej łąki[6]
- 1980 Piramida[7]
- 1982 Bogdan[8]
- 1982 Szara reneta i skórka
- 1983 Anna[9]
- 1983 Velva[10]
- 1983 Star znaczy gwiazda[11]
- 1984 Talizman z błękitnego kraju[12]
- 1984 Czarna pamiątka czyli zdrady dziewczyn[13]
- 1986 Ślady raju[14]
- 1986 Sezon na dziewczęta[15]
- 1987 Ściana tygrysa[16]
- 1987 Dziewczyna z woalką[17]
- 1987 W mgnieniu oka[18]
- 1988 Niedługi spacer, dalekie miejsca
- 1988 Ludzie z rezerwatu Przygoda (Klub Siedmiu Przygód)[19]

## Odznaczenia
- Srebrny Krzyż Zasługi (1978)
- Odznaka „Zasłużony Działacz Kultury” (1976)

Źródło:.

## Nagrody i wyróżnienia
- 1971 – nagroda im. Juliana Bruna
- 1974 – nagroda „Życia Literackiego” za debiut w dziedzinie reportażu za książkę Noc gitarzystów
- 1974 – wyróżnienie w Ogólnopolskim Konkursie na reportaż prasowy o tematyce związanej z budową Portu Północnego[20]
- 1977 – Nagroda w konkursie ogłoszonym przez Młodzieżową Agencję Wydawniczą i Główną Komendę Związku Harcerstwa Polskiego za opowiadanie Trzy duże ciastka
- 1980 – I nagroda w konkursie zamkniętym Instytutu Wydawniczego „Nasza Księgarnia” na utwór prozatorski dla dzieci w wieku 9–12 lat za książkę Szara reneta i skórki
- 1984 – Nagroda Prezesa Rady Ministrów za twórczość dla dzieci i młodzieży

Źródło:.